# Apodocephala oliganthoides
Apodocephala oliganthoides là một loài thực vật có hoa trong họ Cúc. Loài này được Humbert mô tả khoa học đầu tiên năm 1955.